# Luzia Zberg
Pour les articles homonymes, voir Zberg.
Luzia Zberg, née le 18 janvier 1970 à Altdorf, est une coureuse cycliste suisse. Elle est la sœur aînée des coureurs professionnels Beat et Markus Zberg.

## Palmarès
- 1989
  - 5e étape du Tour d'Italie
  - 2e du championnat de Suisse sur route
- 1991
  -  Championne de Suisse sur route
  - Tour de Berne
  - GP Brissago
- 1992
  -  Championne de Suisse sur route
  - 3e du Chrono des Herbiers féminin
  - Tour de Berne
  - Postgiro féminin
  - 8e de la course en ligne aux Jeux olympiques
- 1993
  -  Championne de Suisse sur route
  - 6eb étape du Tour d'Italie
  - 2e du Tour d'Italie féminin
  - 2e du Championne de Suisse du contre-la-montre
  - 2e du Postgiro féminin
- 1994
  -  Championne de Suisse sur route
  -  Championne de Suisse du contre-la-montre
  - GP Brissago
  - 3e du Tour d'Italie féminin
- 1995
  - Tour de Berne
  - 2e du championnat de Suisse sur route
  -  Championne de Suisse du contre-la-montre
  - 2e du Tour d'Italie féminin
  - 3e de La Grande Boucle féminine internationale